# نظرية تحول الحالة

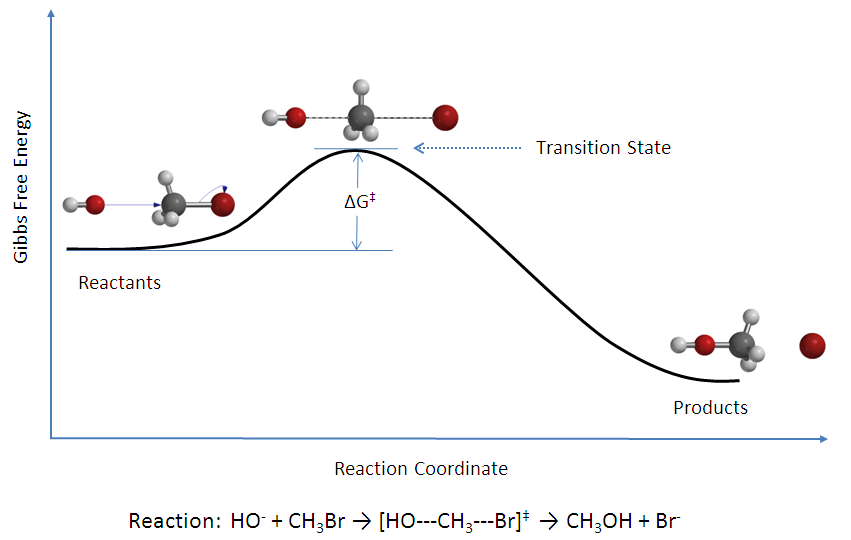
يسير التفاعل من اليسار إلى اليمين عن طريق تكوين مركب انتقالي مثار ، ومنها تنتج نواتج التفاعل إلى اليسار.

نظرية تحول الحالة في الكيمياء (بالإنجليزية: Transition state theory)‏ هي نظرية تفسر معدل التفاعل في تفاعل كيميائي بسيط . وتفترض النظرية نشأة توازن كيميائي بين المواد الداخلة في التفاعل و حالات انتقالية مثارة للجزيئات .   

وتستخدم النظرية أساسا لفهم كيفية سير تفاعل كيميائي. ولكنها لم تكن ناجحة كل النجاح  لحساب ثابت معدل التفاعل ، حيث أن حساب ثابت معدل التفاعل يحتاج معرفة دقيقة لأسطح الجهد الكيميائي أو «أسطح الكمون الكيميائي».

ورغما عن ذلك فتنجح النظرية لحساب إنتالبي التنشيط 
(Δ‡H⦵), وحساب أنتروبيا التنشيط  (Δ‡S⦵), وكذلك حساب طاقة جيبس للتنشيط (Δ‡G⦵) لتفاعل معين في حالة تعيين ثابت المعدل التفاعل له مسبقا بطريقة عملية.
يتبين من الشكل أن الطاقة الكلية للمواد الداخلة في التفاعل تحتاج إلى طاقة إضافية منشطة وقدرها هنا (Δ‡G⦵) لكي  تتفاعل . وعند حصولها إلى تلك الطاقة المنشطة تنتج مكونات وسطية مثارة (لأنها تحتوي على الطاقة المنشطة وتصبح فوق الجبل)  ، ثم تنزلق إلى أسفل مكونة نواتج التفاعل . من الملاحظ أن الطاقة الداخلية للمواد الداخلة في التفاعل أكبر من الطاقة الداخلية للمواد الناتجة من التفاعل ، ولكنها تحتاج إلى إثارة بالمقدار  (Δ‡G⦵)  لكي تعبر جبل طاقة الوضع الحائل بين  المواد الداخلة والمواد الناتجة من التفاعل.

## استنباطها
نستنبطها بافتراص أحد التفاعلات حيث تتفاعل المادتان  {\displaystyle A} و  {\displaystyle B}   لإنتاج المادة  {\displaystyle P}  . وكما وصفنا من قبل يتكون أولا المركب الانتقالي المثار   {\displaystyle C^{\ddagger }} الذي يفقد الإثارة ويتحول إلى الناتج  P .
{\displaystyle \mathrm {A+B\ {\overrightarrow {\longleftarrow }}\ C^{\ddagger }\ \rightarrow \ P} }
وتسير سرعة التفاعل ونعرفها بأنها سرعة تكوين الناتج الناتج  P  ، طبقا للعلاقة :
{\displaystyle {\frac {d\mathrm {[P]} }{dt}}=k^{\ddagger }\cdot \mathrm {[C^{\ddagger }]} }
و يُعرف  تركيز المركب الانتقالي المثار  
{\displaystyle \mathrm {[C^{\ddagger }]} } عن طريق ثابت معدل التفاعل لحالة توازن المواد الداخلة في التفاعل ، حيث أن
{\displaystyle K^{\ddagger }=\mathrm {\frac {[C^{\ddagger }]}{[A]\cdot [B]}} }
واستبداله  بتركيزي A و B .
{\displaystyle {\frac {d\mathrm {[P]} }{dt}}=k^{\ddagger }\cdot K^{\ddagger }\mathrm {\cdot [A]\cdot [B]} }
هذه المعادلة تعطينا معدل ة تكوين الناتج P مع الزمن t ، ويمكننا اختصارها إلى الصيغة:
{\displaystyle {\frac {d\mathrm {[P]} }{dt}}=k\mathrm {\cdot [A]\cdot [B]} }
ونحصل على ثابت معدل التفاعل {\displaystyle k} :
{\displaystyle k=k^{\ddagger }\cdot K^{\ddagger }}
ونحصل على ثابت معدل التفاعل المثار {\displaystyle k^{\ddagger }} على الصورة :
{\displaystyle k^{\ddagger }={\frac {k_{b}\cdot T}{h}}}
ويلزم تعيين المعامل الانتقالي   {\displaystyle \kappa }  عمليا وإضافته إلى المعادلة.
نجد تلك المعادلة في الصيغة التالية في كتب كثيرة :
{\displaystyle k={\frac {k_{b}\cdot T}{h}}\cdot K^{\ddagger }}
حيث {\displaystyle K^{\ddagger }={\frac {Q^{\ddagger }}{Q_{A}Q_{B}}}\cdot e^{-{\frac {E_{0}}{k_{b}T}}}}  ،  و   {\displaystyle E_{0}} الفرق بين طاقة درجة الصفر للمواد الداخلة في التفاعل وطاقة المركب الانتقالي المثار .

تبلغ قيمة 
{\displaystyle k^{\ddagger }={\frac {k_{b}\cdot T}{h}}} عند درجة حرارة  T = 300 كلفن  نحو {\displaystyle 6{,}25\cdot 10^{12}\,\mathrm {s} ^{-1}}
وهي تسمى معامل التردد ، وهي تعادل تقريبا معدل أصتدام الجزيئات في السائل.

## اقرأ أيضا
- تفاعل كيميائي
- تفاعل ناشر للحرارة
- تفاعل يمتص الحرارة
- تفاعل الثرميت
- تفاعل أكسدة-اختزال
- اختزال
- معادلة أرينيوس
- تفاعل نووي
- قفزة كمومية